# Сулејман Тихић
Сулејман Тихић (Босански Шамац, 26. новембар 1951 — Сарајево, 25. септембар 2014) био је босанскохерцеговачки политичар. Тихић је био члан Председништва Босне и Херцеговине. 

## Биографија
Дипломирао на Правном факултету у Сарајеву. 
У периоду од 1975. до 1983. године био судија и јавни тужилац у Босанском Шамцу, а затим адвокат све до 1992. године. Члан Странке демократске акције од њеног оснивања 1990. године, предсједник Општинског одбора у Босанском Шамцу и члан Главног одбора. 
Од 1994. до 1996. године био шеф Конзуларног одјељења Амбасаде Босне и Херцеговине у Савезној Републици Њемачкој. Од 1996. до 1999. године био министар – савјетник у Конзуларном одјељењу Министарства спољних послова Босне и Херцеговине. Од 1996. до 2000. године био посланик у Народној скупштини Републике Српске, а од 2000. до 2002. године и потпредсједник Народне скупштине Републике Српске. 
Одлуком Високог представника за Босну и Херцеговину 2001. године именован за члана Комисије Народне скупштине Републике Српске за уставна питања. На Трећем конгресу Странке демократске акције, одржаном 13. октобра 2001. године, изабран за предсједника Странке демократске акције. На Општим изборима у Босни и Херцеговини, одржаним 5. октобра 2002. године, изабран за члана Предсједништва Босне и Херцеговине из реда бошњачког народа. На конститутивној сједници трећег сазива Предсједништва Босне и Херцеговине, одржаној 28. октобра 2002. године у Сарајеву, ступио на дужност. 
Ожењен, супруга Јасминка. Отац два сина Анвара и Емира и кћерке Азре. Има унуке Емину, Селму и Семину. Живео је у Сарајеву.
Преминуо је 25. септембра 2014. године на Клиничком центру Универзитета у Сарајеву, у 63. години након дуге и тешке болести.